# Dret pontifici
Dret pontifici, o Di diritto pontificio és aquell dret donat a les institucions eclesiàstiques (els instituts religiosos i seculars, societats de vida apostòlica) creades per la Santa Seu o aprovades per aquests mitjançant un decret formal, conegudes pel nom en llatí, Decretum laudis [“decret d'elogi”].
Aquestes institucions depenen immediatament i exclusiva del Vaticà pel que fa a assumptes de governança interna i disciplina. Es contraposen a les de dret diocesà.

## Història
Fins al segle xix les comunitats religioses van ser dividides a dos grups: ordes regulars amb vots solemnes i congregacions amb vots senzills.
L'any 1215, el papa Innocenci III va decretar que cap orde regular podria ser fundada sense aprovació papal. Els bisbes, tanmateix, van retenir el dret de formar comunitats els membres del qual podien viure la vida religiosa sense agafar vots solemnes. Aquestes agrupacions van agafar el nom d'agregacions de vots simples.
Aquest tipus de congregacions, especialment les formades per dones, van augmentar espectacularment durant els segles xvii i xviii, i a principis del segle xix, van començar a demanar el reconeixement papal a Roma. El 1816 la Santa Seu va començar per aprovar les congregacions amb vot senzill però que encara no eren reconegudes com a institucions religioses.
El 1854 Giuseppe Andrea Bizzarri, el Secretari de la Congregació per als Instituts de Vida Consagrada i Societats de Vida Apostòlica, va crear per ordre del papa Pius IX un procediment per l'aprovació de congregacions de vot simple, el qual va ser comunicat als bisbes el 1861.
La distinció entre l'estat legal d'un institut diocesà i un institut de dret pontifici va quedar fixada de manera permanent el 8 de desembre de 1900 per la Conditae un Christo Ecclesiae [llatí, “Fundat per l'Església de Christ”], constitució apostòlica del papa Lleó XIII.